# Staring at the Sun (Level 42)
Staring at the Sun è un album del gruppo musicale britannico Level 42, pubblicato dall'etichetta discografica Polydor nel 1988.
Dall'album, disponibile su long playing, musicassetta e compact disc, sono stati tratti quattro singoli: Heaven in My Hands, Take a Look, Tracie e Two Hearts Collide.

## Tracce

### Lato A
1. Heaven in My Hands - 4:39
2. I Don't Know Why - 4:22
3. Take a Look - 4:41
4. Over There - 3:59
5. Silence - 4:56

### Lato B
1. Tracie - 4:53
2. Staring at the Sun - 4:39
3. Two Hearts Collide - 4:10
4. Man - 7:23
5. Gresham Blues - 5:43